# Ivor Bueb
Ivor Léon John Bueb (East Ham, Londen, 6 juni 1923 - Clermont-Ferrand, Frankrijk, 1 augustus 1959) was een Formule 1-coureur uit Groot-Brittannië. Tussen 1957 en 1959 reed hij 6 Grands Prix voor de teams Connaught, Gilby, Lotus en British Racing Partnership. Hij won de 24 uur van Le Mans van 1955 en 1957 in een Jaguar D-Type.